# 코스 졸탄
코스 졸탄(헝가리어: Kósz Zoltán, 1967년 11월 21일~)은 헝가리의 수구 선수, 지도자로 선수 시절 포지션은 골키퍼이다. 헝가리 수구 국가대표팀의 일원으로 올림픽에 4회 참가하였으며 2000년 하계 올림픽에서 금메달을 획득했다.